# Daurische Bossteppe
De Daurische Bossteppe is een ecoregio in het noordoosten van Mongolië en Siberië, een regio in Rusland. Het is een strook van grasland, struikgewas en gemengde bossen die de loop volgt van de rivier de Onon en de rivier de Ulz. De regio wordt beschreven als een "zee van gras die het beste en meest intacte voorbeeld vormt van een ongestoord steppe-ecosysteem, en is ook een van de laatste gebieden in het Palearctische gebied waar nog steeds stabiele kuddes van grotere gewervelde dieren leven in een semi-bergachtig gebied." In het gebied liggen ook vlakke draslanden die belangrijk zijn voor trekvogels. De ecoregio bevindt zich in het Palearctische gebied, en heeft een koud steppeklimaat. Het gebied heeft een oppervlak van 209.012 km².

## Locatie en beschrijving
De ecoregio ligt als een cirkel rond de helft van het Hentigebergte en strekt zich vervolgens uit over 1000 kilometer ten oosten van Ulaanbaatar in het noordoosten van Mongolië door de semi-aride regio ten zuiden en oosten van Tsjita, in Rusland. Een opvallend kenmerk is de rivier de Onon die oostwaarts stroomt door middelgrote bergen (1.400 - 1.800 meter hoog) richting de rivier de Amoer.

## Klimaat
Vanwege de hoogte en grote afstand tot de oceaan heeft de ecoregio een subarctisch klimaat (Köppen: Dwc). Dit duidt op een landklimaat dat wordt gekenmerkt door korte, koele zomers en zeer koude, lange winters, met grote verschillen tussen dag- en nachttemperaturen. Deze regio wordt ook sterk beïnvloed door de hoge luchtdruk boven Mongolië. Gemiddelde temperaturen variëren van -30 °C (januari) tot +24 °C (augustus). De gemiddelde jaarlijkse neerslag is 150 mm.

## Flora en fauna
De steppelandschappen van de ecoregio worden gekenmerkt door zegge (Carex) en grassen (Poaceae), die weidesteppe, kruidensteppe en zanderige kweldersteppe vormen. Langs de oevers van het meer staan zoutminnende planten en rietvelden. De bossen in het gebied bestaan voornamelijk uit Aziatische zwarte berken (Betula dahurica), grove dennen (Pinus sylvestris) en Siberische lariksen (Larix sibirica). In sommige berggebieden zijn espbosjes te vinden.
Kuddes Mongoolse gazellen (Procapra gutturosa) zwerven door de graslanden van de regio, die aan de noordrand van hun grondgebied ligt. Het gebroken terrein van bergen en ravijnen zorgt voor een goed leefgebied voor kleine zoogdieren, waaronder de tuinspitsmuis (Crocidura suaveolens), de dwergmuis (Micromys minutus) en de Microtus maximowiczii. Onder roofdieren vallen de wolf, bunzing, Euraziatische das en de manoel (Otocolobus manul).

## Beschermde gebieden
De beschermde gebieden in de regio zijn:
- Alchanaj Nationaal Park. Een nationaal park gelegen in de kraj Transbaikal in het zuiden van Siberië, in een bebost, bergachtig gebied omgeven door steppe.
- Zapovednik Daoerski. Een "strikt ecologisch reservaat" (een zapovednik) gelegen op de grens van Rusland en Mongolië, ter bescherming van draslanden en meren. Het maakt deel uit van een werelderfgoed genaamd "The Landscapes of Dauria" (De Landschappen van Daurië).